# Canton de Nice-9
Le canton de Nice-9 est une division administrative française, située dans le département des Alpes-Maritimes et la région Provence-Alpes-Côte d'Azur. Il est créé en 1973 dans la partie ouest de la ville de Nice. À la suite du redécoupage cantonal de 2014, les limites territoriales du canton sont remaniées et déplacées au sud-est de la ville de Nice.

## Histoire
Le canton est créé par le décret du 16 août 1973 qui redéfinit les limites des cantons de Nice-4, Nice-5 et Nice-6, et intègre dans ce périmètre cinq nouveaux cantons : Nice-7, Nice-8, Nice-9, Nice-10 et Nice-11. Il est alors situé dans la partie ouest de la ville de Nice, s'étendant du littoral jusqu'au nord de la commune sur un territoire en grande partie collinaire. Il est ainsi délimité par la « promenade des Anglais, du n°113 au n°153 inclus, soit du square Général-Ferrié, palais de l'agriculture inclus, à la rue Lenval ; rue Lenval comprise ; limite nord de l'avenue de la Californie, cette avenue étant dans cette partie entièrement exclue, de la rue Lenval à l'église Sainte-Hélène ; limite est du château de Barla, ce dernier étant entièrement exclu ; limite sud du château de Fabron, ce dernier étant entièrement inclus ; limite sud de l'impasse des Deux-Cyprès, impasse entièrement comprise ; limite sud du chemin de Fabron, passant par les points de niveau 61,2 ; 117,8 ; 135,3 et 126,8 ; limite nord du cheminrural n°70 dit de Fabron, ce chemin exclu du point de niveau 126,8, jusqu'à l'intersection avec le chemin rural n°17 dit de Terron, point de niveau 221,4, lieudit Fabron supérieur ; du point de niveau 221,4 à l'intersection des chemins n°71 et 81 ; limite sud du chemin rural n°71 dit de Ginestière, chemin compris jusqu'à l'intersection avec le chemin de Sainte-Marguerite ; Nord de la traverse de Saint-Isidore, traverse exclue, jusqu'à l'axe du fleuve le Var ; axe du fleuve le Var jusqu'à la limite extrême nord de la commune de Nice ; limite nord de la commune jusqu'au vallon de Magnan, vallon de Magnan inclus, chemin rural n°62 inclus jusqu'au point de niveau 100,9 ; limite sud du chemin des Crêtes-de-Féric, ce chemin étant exclu ; Nord de la Colle de Blanqui incluse ; Est de la corniche des Oliviers comprise, limite est du chemin de Saint-Pierre-de-Féric, chemin compris ; Sud du chemin des Sablières, chemin exclu jusqu'à l'intersection avec l'avenue de Pessicart ; Sud de l'avenue de Pessicart, comprise jusqu'à la fin de l'avenue du Petit-Piol, cette dernière avenue exclue ; Ouest du chemin de Saint-Pierre-de-Féric, chemin inclus jusqu'au Nord de l'avenue Beau-Site, avenue incluse ; avenue d'Estienne-d'Orves incluse de l'avenue Beau-Site à la place Saint-Philippe ; avenue Robert-Schuman incluse ; Est de l'avenue Émile-Henriot, avenue exclue ; Ouest de l'avenue Joseph-Revelli, avenue incluse ; Ouest du boulevard de la Madeleine inclus jusqu'au square Général-Ferrié, palais de l'Agriculture inclus, promenade des Anglais point de départ. »

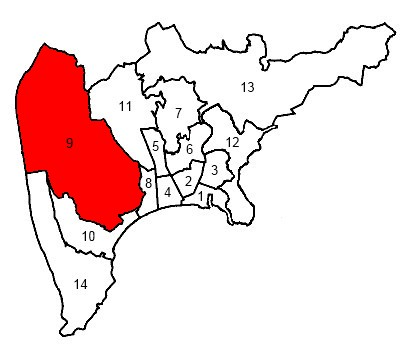
Situation du canton de Nice-9 dans la ville de Nice entre 1982 et 2015.

Le décret du 25 janvier 1982 modifie légèrement les limites du canton en lui retirant notamment sa partie littorale. Il est alors défini par la limite nord de la commune jusqu'au vallon de Magnan, vallon de Magnan inclus jusqu'au point d’intersection avec l'avenue du Mont-Féric, Nord de la colle de Blanqui incluse, Nord du chemin de la
Costière inclus jusqu'au point d’intersection avec la corniche des Oliviers, Est de la corniche des Oliviers incluse, limite est de la route de Saint-Pierre-de-Féric incluse, Sud du-chemin des Sablières, chemin exclu jusqu'à l'intersection avec l'avenue de Pessicart, avenue du Petit-Piol exclue, route de Saint-Pierre-de-Féric incluse jusqu'à l’avenue Beau-Site, avenue Beau-Site incluse, avenue d'Estienne-d'Orves incluse jusqu'à la place Saint-Philippe, avenue Robert-Schuman incluse, avenue Emile-Henriot exclue, avenue Joseph-Revelii exclue, boulevard de Magnan exclu, boulevard Edouard-Herriot inclus, boulevard de Cambrai inclus, avenue de Fabron exclue du 10 au 14 et du 7 au 27, limite Sud parc Carol-de-Roumanie (inclus), impasse des Deux-Cyprès incluse, boulevard Napoléon-III, numéros impairs, jusqu'à l'intersection du raccourci de Fabron, raccourci de Fabron aboutissant au point de niveau 135,3, avenue de Fabron exclue passant du point 135,3 à 126,8 et aboutissant à son point d’intersection avec le chemin de Terron et rejoignant l'intersection de l'avenue de la Corniche-Fleurie avec le chemin de la Ginestière, chemin de la Ginestière inclus jusqu'à la traverse Saint-Isidore, traverse Saint-Isidore exclue jusqu'au Var, fleuve le Var jusqu'à la limite nord de la commune.
Par décret du 24 février 2014, le nombre de cantons du département est divisé par deux, avec mise en application aux élections départementales de mars 2015. Le canton de Nice-9 est conservé et voit ses limites territoriales totalement remaniées. Il est déplacé au sud-est de la ville de Nice (voir Composition).

## Représentation

### Conseillers généraux de 1973 à 2015
| Période | Période | Identité     | Étiquette        | Qualité                                                                  |
| ------- | ------- | ------------ | ---------------- | ------------------------------------------------------------------------ |
| 1973    | 1982    | Louis Fiori  | PCF              | Directeur d'école à Nice                                                 |
| 1982    | 2015    | Joseph Calza | UDF-CDS puis UMP | Entrepreneur Adjoint au maire, puis conseiller municipal délégué de Nice |

### Conseillers départementaux depuis 2015
| Période élective | Période élective | Mandat | Mandat   | Identité        | Nuance | Nuance | Qualité |
| ---------------- | ---------------- | ------ | -------- | --------------- | ------ | ------ | --- |
| 2015             | 2021             | 2015   | 2021     | Janine Gilletta |        | LR     | Adjointe au maire de Nice jusqu'en 2020 |
| 2015             | 2021             | 2015   | 2021     | Philippe Soussi |        | LREM   | Avocat Adjoint au maire de Nice, ancien suppléant du député Rudy Salles                                                                              |
| 2021             | 2028             | 2021   | en cours | Gaëlle Frontoni |        | EXD    | Conseillère municipale de Nice, 4e vice-présidente du conseil départemental chargée de la mémoire, du patrimoine culturel et des anciens combattants |
| 2021             | 2028             | 2021   | en cours | Philippe Soussi |        | LREM   | Conseiller sortant |

Philippe Soussi quitte l'UDI en juillet 2017 pour LREM.

## Composition
Le canton de Nice-9 se compose d’une fraction de la commune de Nice.
| Nom                          | Code Insee | Intercommunalité           | Superficie (km2) | Population (dernière pop. légale)                 | Densité (hab./km2) | Modifier                                    |
| ---------------------------- | ---------- | -------------------------- | ---------------- | ------------------------------------------------- | ------------------ | ------------------------------------------- |
| Nice (bureau centralisateur) | 06088      | Métropole Nice Côte d'Azur | 71,92            | Fraction : 32 046 (2022) Commune : 353 701 (2022) | 4 918              | modifier les données · modifier les données |
| Canton de Nice-9             | 0623       |                            |                  | 32 046 (2022)                                     |                    | modifier les données                        |

Sa superficie est de 6,3 km2. Il s'étend dans la partie sud-est de la ville de Nice, incluant les quartiers du Vieux-Nice, du port, du mont Boron, du Vinaigrier et une grande partie de Riquier. Il fait partie de la 1re circonscription des Alpes-Maritimes.

## Démographie

### Démographie avant 2015
| 1975 | 1982 | 1990   | 1999   | 2006   | 2011   | 2012   |
| ---- | ---- | ------ | ------ | ------ | ------ | ------ |
| -    | -    | 29 037 | 31 550 | 32 114 | 34 002 | 34 505 |

### Démographie depuis 2015
En 2022, le canton comptait 32 046 habitants, en évolution de −6,87 % par rapport à 2016 (Alpes-Maritimes : +2,85 %, France hors Mayotte : +2,11 %).
| 2013   | 2018   | 2022   |
| ------ | ------ | ------ |
| 37 183 | 33 842 | 32 046 |

## Élections

### 2015
À l'issue du premier tour des élections départementales de 2015, deux binômes sont en ballottage : Janine Gilletta et Philippe Soussi (Union de la Droite, 40 %) et Patricia Podgorski et Frédéric Raimond (FN, 29,17 %). Le taux de participation est de 46,89 % (11 636 votants sur 24 814 inscrits) contre 48,55 % au niveau départemental et 50,17 % au niveau national.
Au second tour, Janine Gilletta et Philippe Soussi (Union de la Droite) sont élus avec 65,22 % des suffrages exprimés et un taux de participation de 45,38 % (6 616 voix pour 11 261 votants et 24 815 inscrits).
| Candidats   | Candidats            | Partis      | Partis      | Premier tour | Premier tour | Second tour | Second tour |
| Candidats   | Candidats            | Partis      | Partis      | Voix         | %            | Voix        | %           |
| ----------- | -------------------- | ----------- | ----------- | ------------ | ------------ | ----------- | ----------- |
| 1           | Janine Gilletta      |             | UMP         | 4 515        | 40,00        | 6 616       | 65,22       |
| 1           | Philippe Soussi      |             | UDI         | 4 515        | 40,00        | 6 616       | 65,22       |
| 2           | Patricia Podgorski   |             | FN          | 3 292        | 29,17        | 3 528       | 34,78       |
| 2           | Frédéric Raimond     |             | FN          | 3 292        | 29,17        | 3 528       | 34,78       |
| 3           | Fabrice Decoupigny   |             | EÉLV        | 2 016        | 17,86        |             |             |
| 3           | Barbara Ghigi        |             | PS          | 2 016        | 17,86        |             |             |
| 4           | Marie-Lou Bego-Ghina |             | PCF         | 1 015        | 8,99         |             |             |
| 4           | Pascal Tournois      |             | PCF         | 1 015        | 8,99         |             |             |
| 5           | Éric Boizet          |             | UPR         | 89           | 0,79         |             |             |
| 5           | Claire Koyama        |             | UPR         | 89           | 0,79         |             |             |
| 6           | Patrice Benoît       |             | SE          | 118          | 1,05         |             |             |
| 6           | Françoise Marsol     |             | SE          | 118          | 1,05         |             |             |
| 7           | Guillaume Aral       |             | DLF         | 242          | 2,14         |             |             |
| 7           | Luce Féron           |             | DLF         | 242          | 2,14         |             |             |
|             |                      |             |             |              |              |             |             |
| Inscrits    | Inscrits             | Inscrits    | Inscrits    | 24 814       | 100,00       | 24 815      | 100,00      |
| Abstentions | Abstentions          | Abstentions | Abstentions | 13 178       | 53,11        | 13 554      | 54,62       |
| Votants     | Votants              | Votants     | Votants     | 11 636       | 46,89        | 11 261      | 45,38       |
| Blancs      | Blancs               | Blancs      | Blancs      | 215          | 1,85         | 726         | 6,45        |
| Nuls        | Nuls                 | Nuls        | Nuls        | 134          | 1,15         | 391         | 3,47        |
| Exprimés    | Exprimés             | Exprimés    | Exprimés    | 11 287       | 97           | 10 144      | 90,08       |

### 2021
Le premier tour des élections départementales de 2021 est marqué par un très faible taux de participation (33,26 % au niveau national). Dans le canton de Nice-9, ce taux de participation est de 34,03 % (7 716 votants sur 22 671 inscrits) contre 34,55 % au niveau départemental. À l'issue de ce premier tour, deux binômes sont en ballottage : Gaëlle Frontoni et Philippe Soussi (Union à droite, 37,86 %) et Virginie Acchiardo et Laurent Merengone (RN, 37,13 %).
Le second tour des élections est marqué une nouvelle fois par une abstention massive équivalente au premier tour. Les taux de participation sont de 34,3 % au niveau national, 37,61 % dans le département et 37,72 % dans le canton de Nice-9. Gaëlle Frontoni et Philippe Soussi (Union à droite) sont élus avec 60,82 % des suffrages exprimés (4 853 voix pour 8 547 votants et 22 658 inscrits),,.
| Candidats                | Candidats                | Partis                   | Premier tour | Premier tour | Second tour | Second tour |
| Candidats                | Candidats                | Partis                   | Voix         | %            | Voix        | %           |
| ------------------------ | ------------------------ | ------------------------ | ------------ | ------------ | ----------- | ----------- |
|                          | Gaëlle Frontoni          | LR                       | 2 782        | 37,86        | 4 853       | 60,82       |
|                          | Philippe Soussi          | LREM                     | 2 782        | 37,86        | 4 853       | 60,82       |
|                          | Virginie Acchiardo       | RN                       | 2 728        | 37,13        | 3 126       | 39,18       |
|                          | Laurent Merengone        | RN                       | 2 728        | 37,13        | 3 126       | 39,18       |
|                          | Valérie Auguste          | EÉLV                     | 1 838        | 25,01        |             |             |
|                          | Saber Gasmi              | EÉLV                     | 1 838        | 25,01        |             |             |
|                          |                          |                          |              |              |             |             |
| Suffrages exprimés       | Suffrages exprimés       | Suffrages exprimés       | 7 348        | 95,23        | 7 979       | 93,35       |
| Votes blancs             | Votes blancs             | Votes blancs             | 210          | 2,72         | 363         | 4,25        |
| Votes nuls               | Votes nuls               | Votes nuls               | 158          | 2,05         | 205         | 2,40        |
| Total                    | Total                    | Total                    | 7 716        | 100          | 8 547       | 100         |
| Abstention               | Abstention               | Abstention               | 14 955       | 65,97        | 14 111      | 62,28       |
| Inscrits / participation | Inscrits / participation | Inscrits / participation | 22 671       | 34,03        | 22 658      | 37,72       |